# Dolichepilysta
Dolichepilysta is een kevergeslacht uit de familie van de boktorren (Cerambycidae). De wetenschappelijke naam van het geslacht werd voor het eerst geldig gepubliceerd in 1964 door Breuning.

## Soorten
Dolichepilysta omvat de volgende soorten:
- Dolichepilysta celebensis Breuning, 1964
- Dolichepilysta mindanaonis Breuning, 1966